# Soraya Sáenz de Santamaría
María Soraya Sáenz de Santamaría Antón (Valladolid, 10 de junho de 1971) é uma política espanhola filiada ao Partido Popular.

## Carreira
Sáenz acumulava de 22 de dezembro de 2011 até 2 de junho de 2018, os cargos de primeira Vice-Presidente do Governo espanhol, Ministra da Presidência e para as Administrações Territoriais, sendo Porta-Voz do Presidente Mariano Rajoy entre 2011 e 2016. Formada em Direito, foi Professora Associada de Direito Administrativo na Universidad Carlos III de Madrid. Iniciou sua carreira política como Deputada por Madri, função que exerceu de 2004 a 2008 . 
Sáenz tem vínculos especiais com o Brasil, onde se casou em 2005 com o advogado José Ivan Rosa, assessor internacional do grupo Telefónica.